# Cladrastis scandens
Cladrastis scandens là một loài thực vật có hoa trong họ Đậu. Loài này được C.Y.Ma miêu tả khoa học đầu tiên.